# Водени јелен
Водени јелен (лат. Hydropotes inermis) је сисар из реда папкара (Artiodactyla) и породице јелена (Cervidae).

## Распрострањење
Ареал врсте покрива средњи број држава. Врста има станиште у Кини, Северној Кореји и Јужној Кореји. Врста је вештачки уведена у Француској и Уједињеном Краљевству.

## Станиште
Станишта врсте су шуме, планине, поља риже, екосистеми ниских трава и шумски екосистеми, речни екосистеми и слатководна подручја.

## Угроженост
Ова врста се сматра рањивом у погледу угрожености врсте од изумирања.